# Saint-Laurent-les-Églises
Saint-Laurent-les-Églises, okzitanisch Sent Laurenç l'Egleisas, ist eine Gemeinde in Frankreich. Sie gehört zur Region Nouvelle-Aquitaine, zum Département Haute-Vienne, zum Arrondissement Limoges und zum Kanton Ambazac. Sie grenzt im Nordwesten an Saint-Léger-la-Montagne, im Norden an La Jonchère-Saint-Maurice, im Osten an Les Billanges, im Südosten an Saint-Martin-Sainte-Catherine, im Süden an Le Châtenet-en-Dognon und Saint-Martin-Terressus und im Westen an Ambazac. Der Nordwesten der Gemeindegemarkung wird durch die Eisenbahnlinie Limoges – Saint-Sulpice-Laurière durchquert. Die nächsten Bahnhöfe befinden sich in Ambazac und La Jonchère-Saint-Maurice.

## Bevölkerungsentwicklung
| Jahr      | 1962 | 1968 | 1975 | 1982 | 1990 | 1999 | 2008 | 2013 |
| --------- | ---- | ---- | ---- | ---- | ---- | ---- | ---- | ---- |
| Einwohner | 754  | 672  | 648  | 571  | 636  | 683  | 799  | 863  |

## Sehenswürdigkeiten
- Brücke über den aufgestauten Taurion, genannt Pont du Dognon
- Schloss Valmate, genannt Château de Valmate oder Château de Walmath, konstruiert in der Zeitspanne von 1858 bis 1907, seit dem 19. Dezember 1996 Monument historique
- Kirche Saint-Laurent, ebenfalls Monument historique

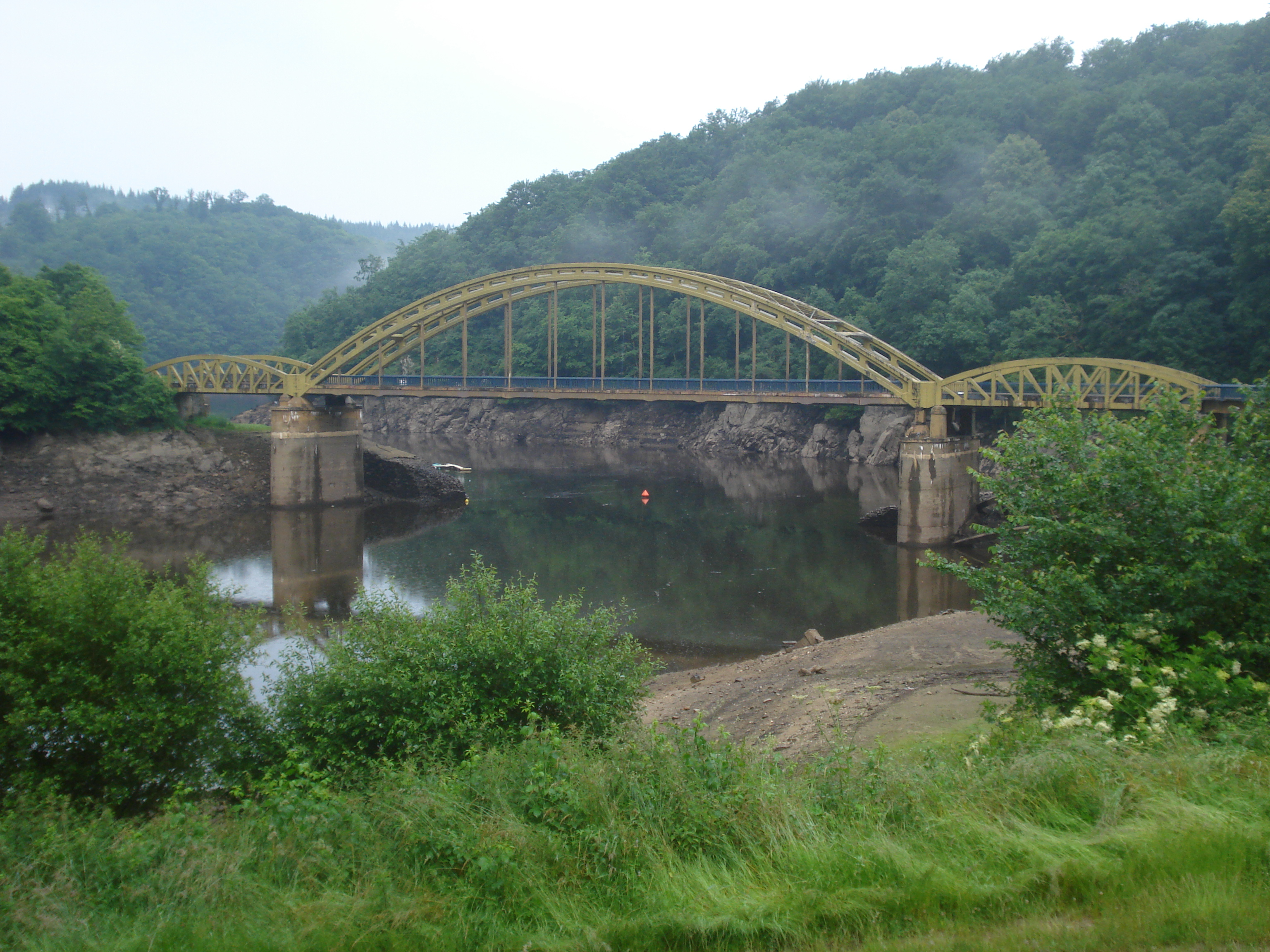
Pont du Dognon über den Taurion, der hier die Grenze zu Le Châtenet-en-Dognon bildet
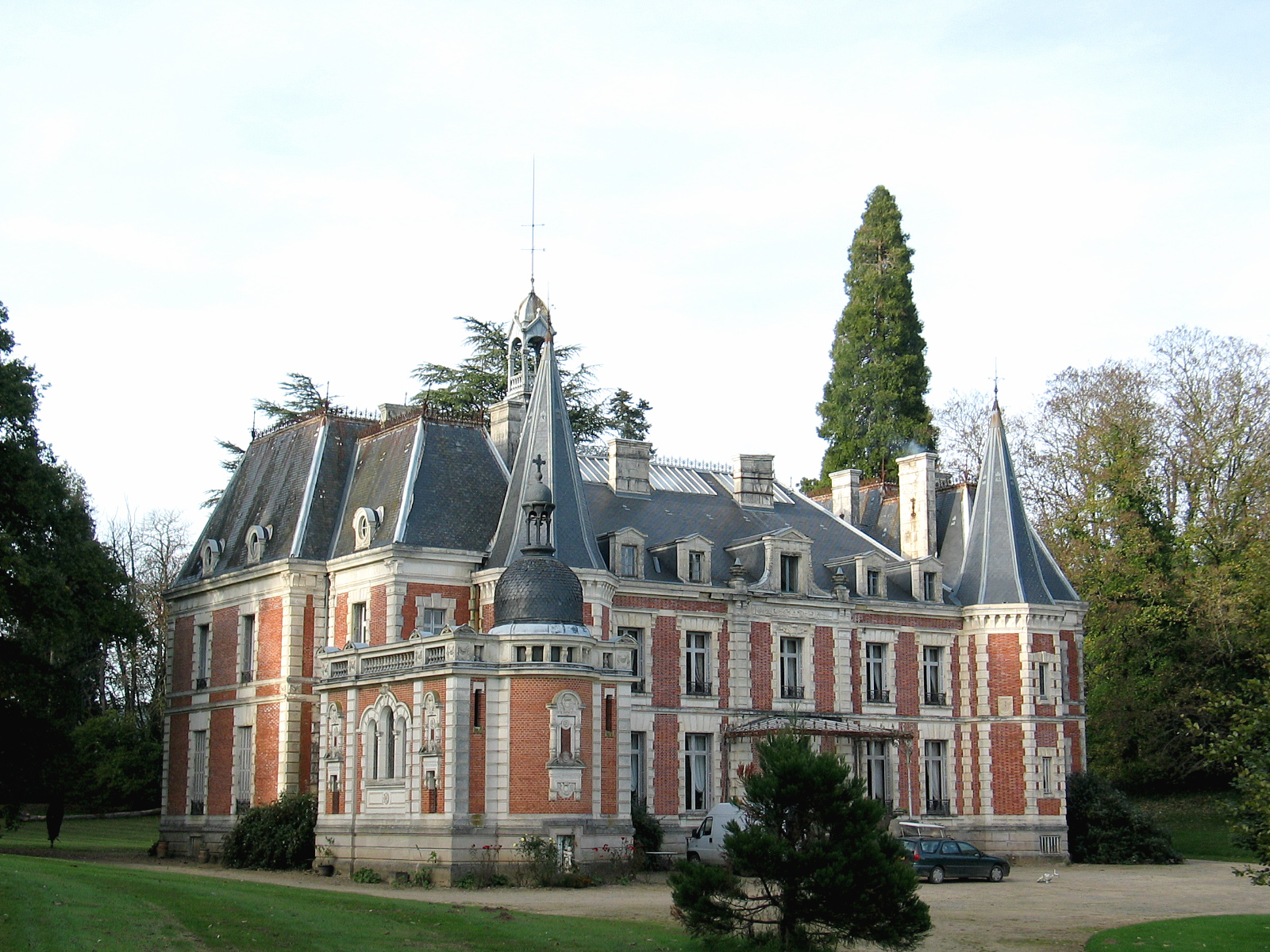
Schloss Valmate
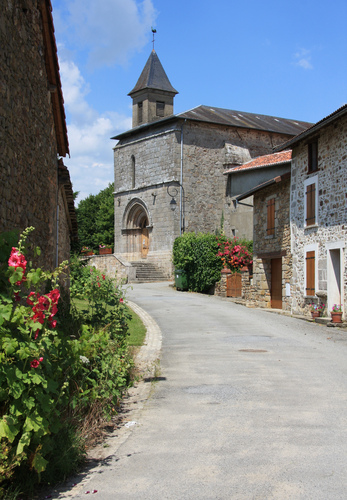
Kirche Saint-Laurent